# Sepedon iris
Sepedon iris är en tvåvingeart som beskrevs av Verbeke 1961. Sepedon iris ingår i släktet Sepedon och familjen kärrflugor. Inga underarter finns listade i Catalogue of Life.